# Milaan-San Remo 2024
De 115e editie van de wielerwedstrijd Milaan-San Remo werd gereden op 16 maart. De wedstrijd maakte deel uit van de UCI World Tour 2024. Voor het eerst in de geschiedenis werd in Pavia gestart. Titelverdediger was de Nederlander Mathieu van der Poel. De wereldkampioen ontpopte zich tot meesterknecht en reed in de finale alle gaten dicht voor zijn ploeggenoot Jasper Philipsen. Hij won nipt de eindsprint, voor Michael Matthews en de grote favoriet Tadej Pogačar.
Met 46,113 kilometer per uur was het de snelste editie ooit. Het peloton bleef dicht in de buurt van een kopgroep van elf, later tien renners, dankzij kopwerk van Alpecin-Deceuninck en Lidl-Trek. Op de hellingen maakte UAE Team Emirates er een aanvallende koers van, waarmee ze hun helpers veel te vroeg moe maakten. Ook de wind gaf een zetje in de rug. De koers barstte los op de Poggio toen Tim Wellens een aanval van Pogačar inluidde. Van der Poel reed het gaatje dicht en liet onder andere zijn ploeggenoot Philipsen terugkomen. Van der Poel haalde nogmaals Pogačar, en ook Mohorič, Sobrero en Pidcock terug toen de eindsprint al was ingezet.

## Deelnemende ploegen
Vijfentwintig ploegen gingen van start met in totaal 175 renners. Naast de achttien UCI Worldteams deden zeven UCI Proteams mee aan de wedstrijd. Zij werden op vrijdagmiddag aan het publiek voorgesteld en gingen op zaterdag om 10:00 uur van start in Pavia.

## Uitslag
| Plaats  | Naam                 | Ploeg                      | Tijd     |
| ------- | -------------------- | -------------------------- | -------- |
| Winnaar | Jasper Philipsen     | Alpecin-Deceuninck         | 6u15'44" |
| 2       | Michael Matthews     | Team Jayco AlUla           | z.t.     |
| 3       | Tadej Pogačar        | UAE Team Emirates          | z.t.     |
| 4       | Mads Pedersen        | Lidl-Trek                  | z.t.     |
| 5       | Alberto Bettiol      | EF Education-EasyPost      | z.t.     |
| 6       | Matej Mohorič        | Bahrain-Victorious         | z.t.     |
| 7       | Maxim Van Gils       | Lotto Dstny                | z.t.     |
| 8       | Jasper Stuyven       | Lidl-Trek                  | z.t.     |
| 9       | Julian Alaphilippe   | Soudal Quick-Step          | z.t.     |
| 10      | Mathieu van der Poel | Alpecin-Deceuninck         | z.t.     |
| 11      | Tom Pidcock          | INEOS Grenadiers           | z.t.     |
| 12      | Matteo Sobrero       | BORA-hansgrohe             | z.t.     |
| 13      | Casper Pedersen      | Soudal Quick-Step          | + 35"    |
| 14      | Olav Kooij           | Visma\|Lease a Bike        | z.t.     |
| 15      | Laurence Pithie      | Groupama-FDJ               | z.t.     |
| 16      | Kasper Asgreen       | Soudal Quick-Step          | z.t.     |
| 17      | Corbin Strong        | Israel-Premier Tech        | z.t.     |
| 18      | Simon Clarke         | Israel-Premier Tech        | z.t.     |
| 19      | Quentin Pacher       | Groupama-FDJ               | z.t.     |
| 20      | Benoît Cosnefroy     | Decathlon AG2R La Mondiale | z.t.     |

1907 · 1908 · 1909 · 1910 · 1911 · 1912 · 1913 · 1914 · 1915 · 1916 · 1917 · 1918 · 1919 · 1920 · 1921 · 1922 · 1923 · 1924 · 1925 · 1926 · 1927 · 1928 · 1929 · 1930 · 1931 · 1932 · 1933 · 1934 · 1935 · 1936 · 1937 · 1938 · 1939 · 1940 · 1941 · 1942 · 1943 · 1944 · 1945 · 1946 · 1947 · 1948 · 1949 · 1950 · 1951 · 1952 · 1953 · 1954 · 1955 · 1956 · 1957 · 1958 · 1959 · 1960 · 1961 · 1962 · 1963 · 1964 · 1965 · 1966 · 1967 · 1968 · 1969 · 1970 · 1971 · 1972 · 1973 · 1974 · 1975 · 1976 · 1977 · 1978 · 1979 · 1980 · 1981 · 1982 · 1983 · 1984 · 1985 · 1986 · 1987 · 1988 · 1989 · 1990 · 1991 · 1992 · 1993 · 1994 · 1995 · 1996 · 1997 · 1998 · 1999 · 2000 · 2001 · 2002 · 2003 · 2004 · 2005 · 2006 · 2007 · 2008 · 2009 · 2010 · 2011 · 2012 · 2013 · 2014 · 2015 · 2016 · 2017 · 2018 · 2019 · 2020 · 2021 · 2022 · 2023 · 2024 · 2025
Lijst van beklimmingen
Tour Down Under ·
Great Ocean Road Race ·
Ronde van de Verenigde Arabische Emiraten ·
Omloop Het Nieuwsblad ·
Strade Bianche ·
Parijs-Nice · 
Tirreno-Adriatico · 
Milaan-San Remo ·
Ronde van Catalonië ·
Classic Brugge-De Panne ·
E3 Saxo Classic ·
Gent-Wevelgem ·
Dwars door Vlaanderen ·
Ronde van Vlaanderen ·
Ronde van het Baskenland ·
Parijs-Roubaix ·
Amstel Gold Race ·
Waalse Pijl ·
Luik-Bastenaken-Luik ·
Ronde van Romandië ·
Eschborn-Frankfurt ·
Ronde van Italië ·
Critérium du Dauphiné ·
Ronde van Zwitserland ·
Ronde van Frankrijk ·
Clásica San Sebastián ·
Ronde van Polen ·
Bretagne Classic ·
BEMER Cyclassics ·
Renewi Tour ·
Ronde van Spanje ·
GP van Quebec ·
GP van Montreal ·
Ronde van Lombardije ·
Ronde van Guangxi